# ロストシンフォニー
「ロストシンフォニー」は、新谷良子の9作目のシングル。 2007年6月27日にLantisからリリースされた。販売元はキングレコード。

## 収録曲
（全作詞・作曲・編曲：R・O・N）
1. ロストシンフォニー [4:19]
2. Parallel Paradise [4:06]
3. ロストシンフォニー（off vocal）
4. Parallel Paradise（off vocal）